# Eugène Lambert

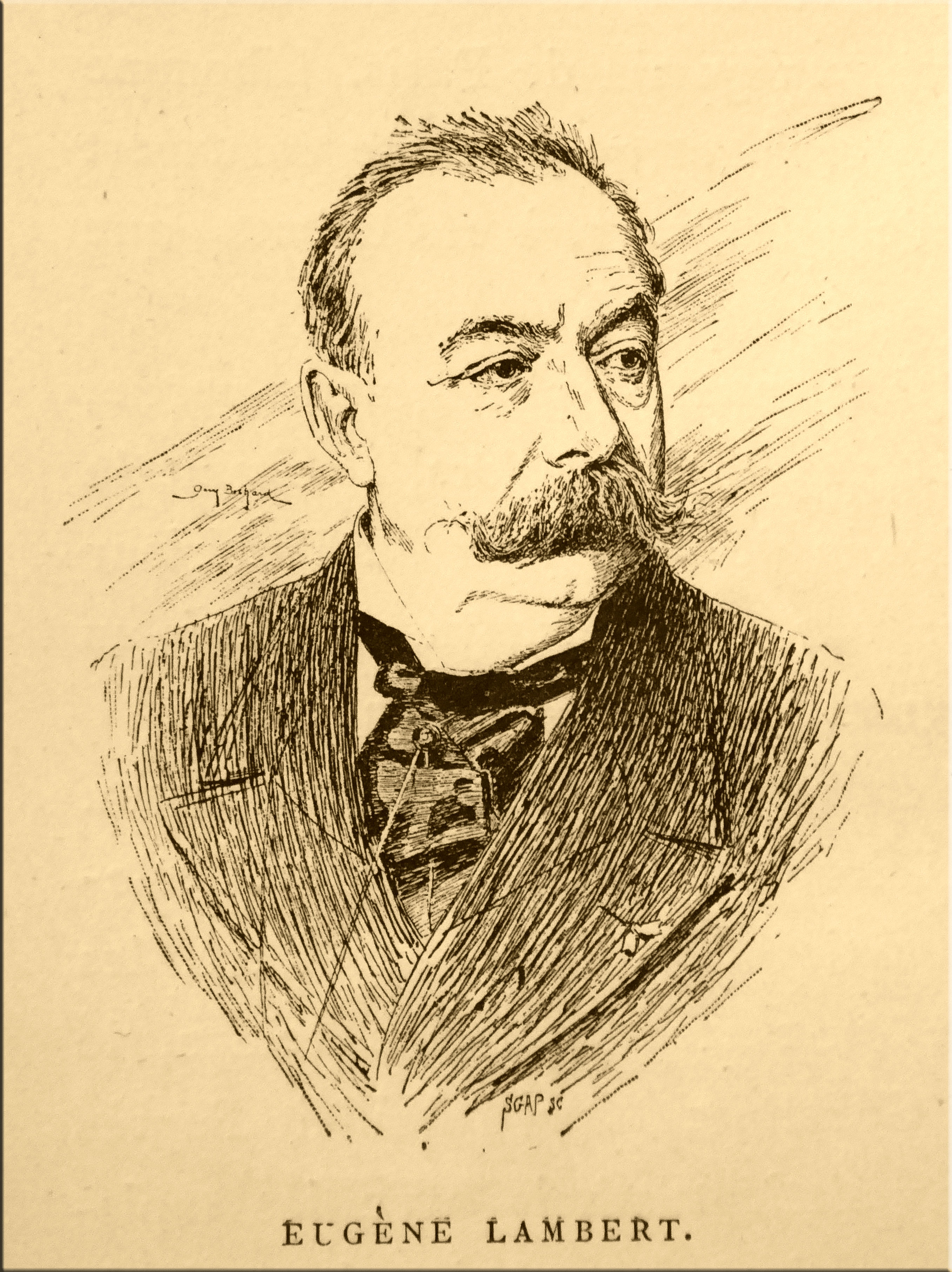
Eugène Lambert

Louis Eugène Lambert  (* 24. September 1825 in Paris; † 17. Mai 1900 ebenda) war ein französischer Tiermaler. Er spezialisierte sich auf Hunde und Katzen und „gilt als Haupt aller derer, die bei den verschiedenen Nationen mit dem Titel „Katzenraphael“ beehrt wurden“.
Gefördert durch seinen Lehrer Eugène Delacroix erlangte er mit seinen lieblichen Tierdarstellungen rasch Berühmtheit und beschickte ab 1847 bereits im Alter von zweiundzwanzig Jahren den Salon in Paris. Neben seinen Ölgemälden entstanden auch viele Arbeiten in Aquarelltechnik. Lambert war zwischen 1879 und 1896 Mitglied in der Société d’aquarellistes français.
Er war mit Maurice Sand befreundet und zog 1844 nach Nohant zu George Sand. Ursprünglich sollte er nur einen Monat dort bleiben, blieb dann aber 14 Jahre und beteiligte sich aktiv am Theater von Nohant.
Seine Arbeiten finden sich in vielen großen Museen wieder, wie zum Beispiel im British Museum in London, Musée du Luxembourg in Paris, Musée des Beaux-Arts in Dijon, Musée des Beaux-Arts in Nantes, Stedelijk Museum in Amsterdam, Brooklyn Museum, Cincinnati Art Museum, Ixelles, Clamecy und anderen.

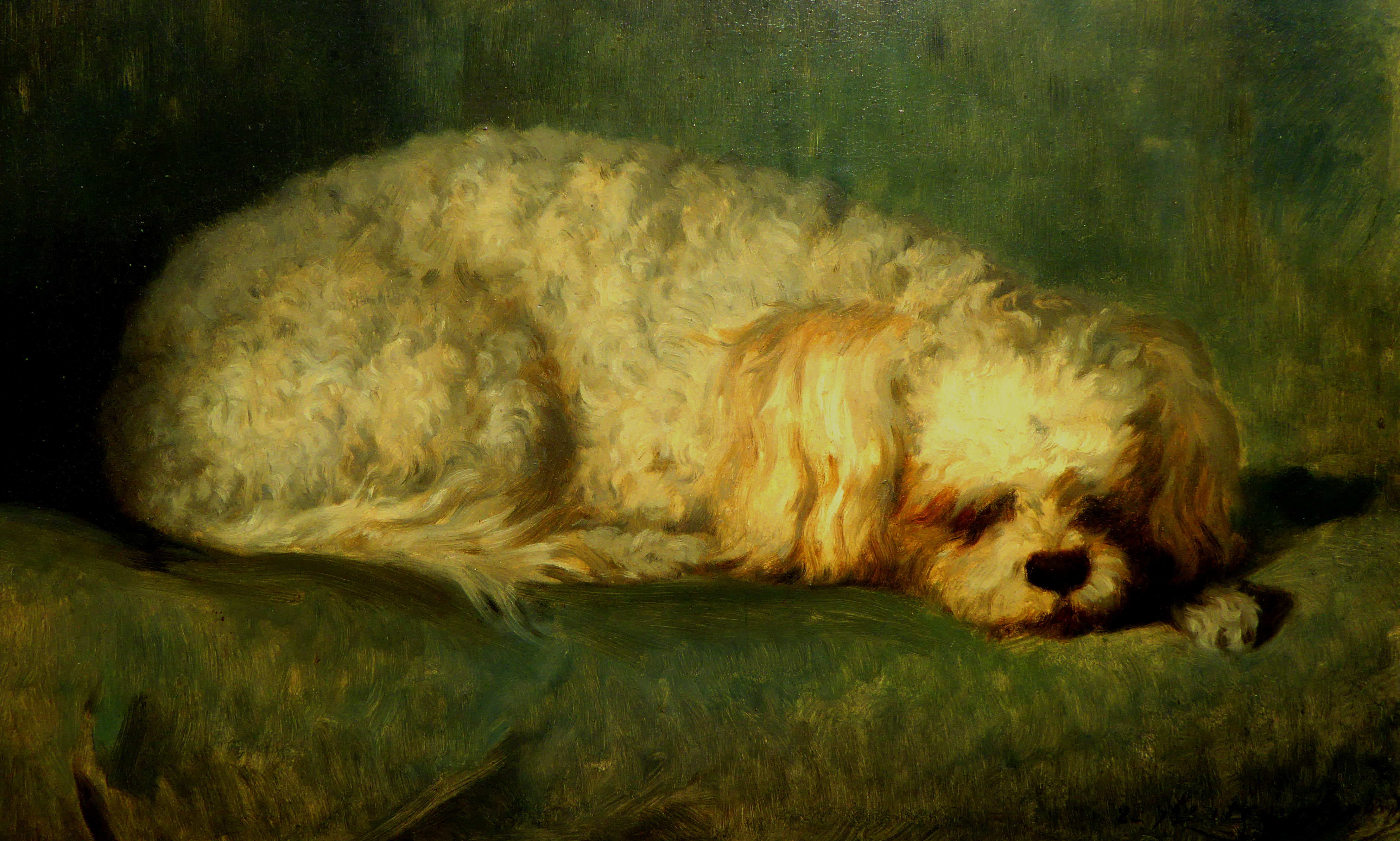
Schlafender Hund auf grünen Grund (1850)
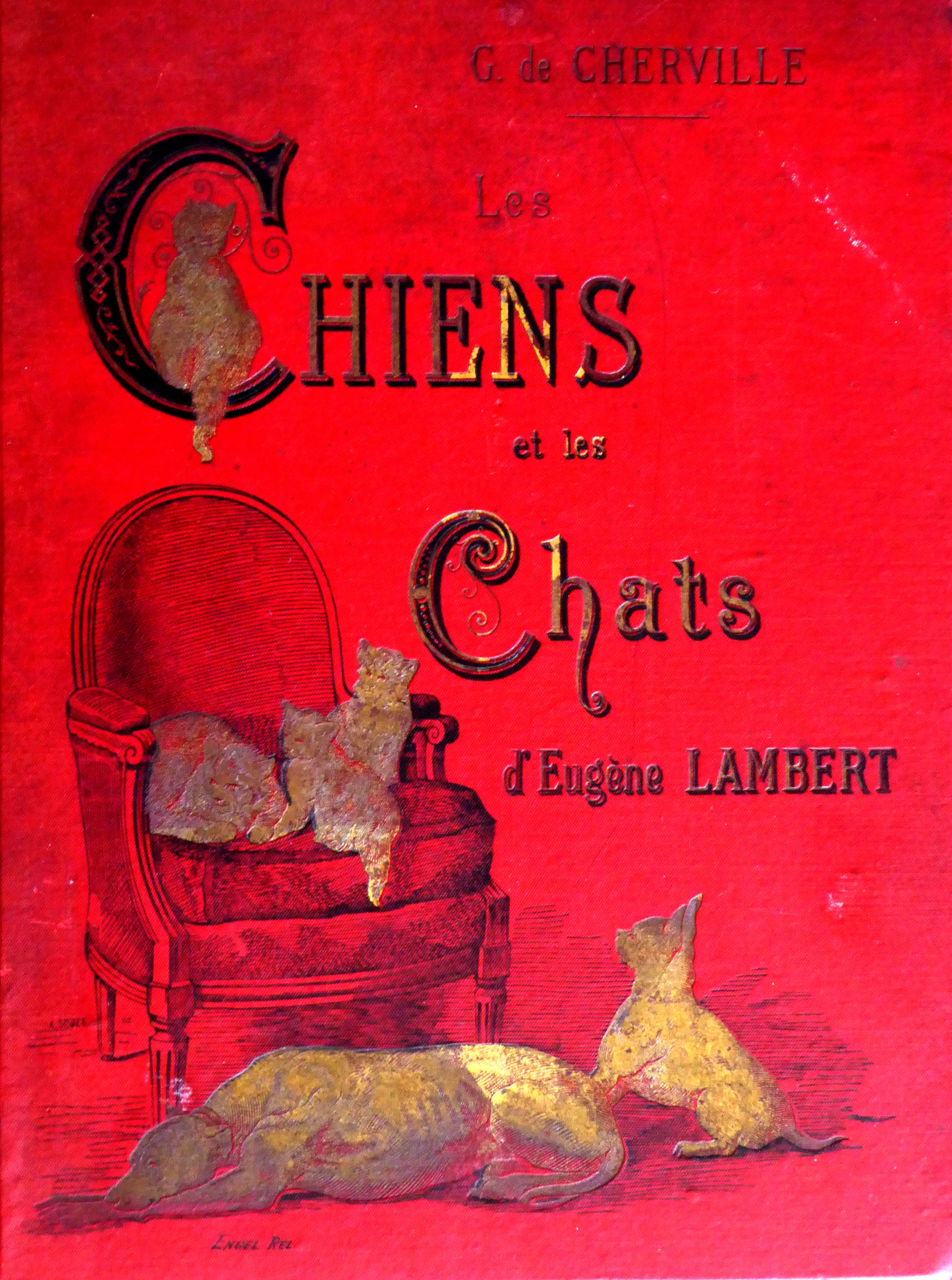
Les chiens et les chats („Hunde und Katzen“, Bucheinband 1888)

Er wurde bei Ausstellungen in den Jahren 1865, 1866 und 1870 mit Medaillen ausgezeichnet und wurde am 16. August 1874 Ritter der Ehrenlegion.